# Doozer Productions
Doozer Productions est une studio de télévision américain fondée le 26 mai 1998 à Beverly Hills, en Californie, par Bill Lawrence.

## Productions
- Scrubs (2001–2010)
- Clone High (2002–2003)
- Cougar Town (2009–2015)
- Ground Floor (2013–2015)
- Surviving Jack (2014)
- Undateable (2014–2016)
- Rush Hour (2016)
- Life Sentence (2018)
- Whiskey Cavalier (2019)
- Ted Lasso (2020–)
- Shrinking (2023)
- Clone High (2023)
- un projet sans titre de Sarah Chalke et Bill Lawrence (TBA)[1]
- redémarrage de la série Sois prof et tais-toi ! (TBA)[2]